# Mount Mariacki
Mount Mariacki (englisch; polnisch Góra Mariacka) ist ein schneebedeckter und zwischen 300 und 400 m hoher Berg an der Südküste von King George Island im Archipel der Südlichen Shetlandinseln. Er ragt zwischen der Admiralty Bay und der Legru Bay auf.
Polnische Wissenschaftler benannten ihn 1980. Namensgeber ist die Marienbasilika in Krakau.